# Uwe Ampler
Uwe Ampler (nascido em 11 de outubro de 1964) é um ex-ciclista alemão que competiu no ciclismo nos Jogos Olímpicos de Verão de 1988.